# Даллимор, Уильям
Уильям Даллимор (англ. William Dallimore, 1871 — 7 ноября 1959) — английский ботаник, который опубликовал «Руководство по хвойным» (англ. «Handbook of Coniferae») и сыграл важную роль в становлении и развитии «Bedgebury National Pinetum».

## Карьера
Уильям Даллимор начал свою профессиональную деятельность в Королевском ботаническом саду в Кью учеником садовода в январе 1891 года. В 1892 году начал работать в церкви пропагатором, а в 1896 — помощником куратора (на то время называли мастером). Особое внимание он уделял хвойным растениям.
В 1909 году Даллимор был переведен сотрудником музея в Кью. Он был инициатором создания музея лесного хозяйства, который впоследствии стал Музеем Леса. В 1926 году он стал хранителем музея экономической ботаники.

## Публикации
- Dallimore, W. & Thomas Moore (1908) — «Holly, yew and box: with notes on other evergreens». Publ. The Bodley Head / John Lane Cy, London / New York. 284 p. 115 ill.
- Dallimore, W & Bruce Jackson (1923 / 1966) — «A Handbook of Coniferae and Ginkgoaceae». First published 1923, second edition 1931, third edition 1948, reprinted 1954, reprinted with corrections 1961, fourth edition 1966 (rev. by S. G. Harrison). Publ. Edward Arnold Ltd, London
- Dallimore, W. (1926 / 1945) — «The pruning of trees and shrubs; being a description of the methods practised in the Royal Botanic Gardens, Kew». First published 1926, second impression 1927, third impression 1933, new edition 1945. Publ. Dulau, Oxford
- Dallimore, W., with illustrations by John Nash (1927) — «Ядовитые растения, Deadly, Dangerous and Suspect».
- Dallimore, W. (1955 / 1961) — 'The National Pinetum'. In: An. (1955 / 1961) — «Guide to the National Pinetum and Forest Plots at Bedgebury». Her majesty’s Stationery Office (2nd / 3rd edition), p. 6 — 22 / 7 — 24)